# Burgstall bei Altwies
Der Burgstall bei Altwies ist eine abgegangene mittelalterliche Höhenburg auf 451 m ü. NHN unmittelbar südlich von Altwies, einem Ortsteil des Marktes Marktl im oberbayerischen Landkreis Altötting in Bayern. Die Anlage wird als Bodendenkmal unter der Aktennummer D-1-7742-0008 im Bayernatlas als „befestigte Höhensiedlung mit Werkstattarealen der späten Latènezeit, Siedlung der römischen Kaiserzeit sowie zwei Burgställe des hohen und späten Mittelalters (u. a. "Burg Leonberg").“ geführt.

## Geschichte
Die Burg wird 1200 erstmals genannt. Sie war die Stammburg der Grafen von Leonberg. 